# Chami Murmu
Décorée par le Nari Shakti Puraskar en 2020, Chami Murmu, née vers 1973, est une activiste environnementale indienne, secrétaire de l'organisation, Sahayogi Mahila Bagraisai, qui compte 30 000 membres. Depuis 1996, elle contribue à la plantation de millions d'arbres en Inde.

## Biographie
Chami Murmu naît vers 1973, à Bagraisai, village situé près de la ville de Rajnagar, dans le district de Seraikela Kharsawan.

## Activisme
Depuis 1996, Chami Murmu participe à la plantation de millions d'arbres autour de son village, destinés à remplacer les arbres abattus par les structures mafieuses liées à la filière bois, soutenues par les Naxalites.

Depuis 2020, elle est secrétaire de l'organisation à but non lucratif Sahayogi Mahila Bagraisai, créée en 1988, qui a pour but la préservation de l'environnement et qui compte 30 000 membres, des femmes originaires de quarante villages avoisinants, impliquées elles-aussi dans la reforestation de la région. En 2021, l'organisation annonce, sur son site internet, plus de 2 800 000 arbres plantés en un peu plus de trente ans.

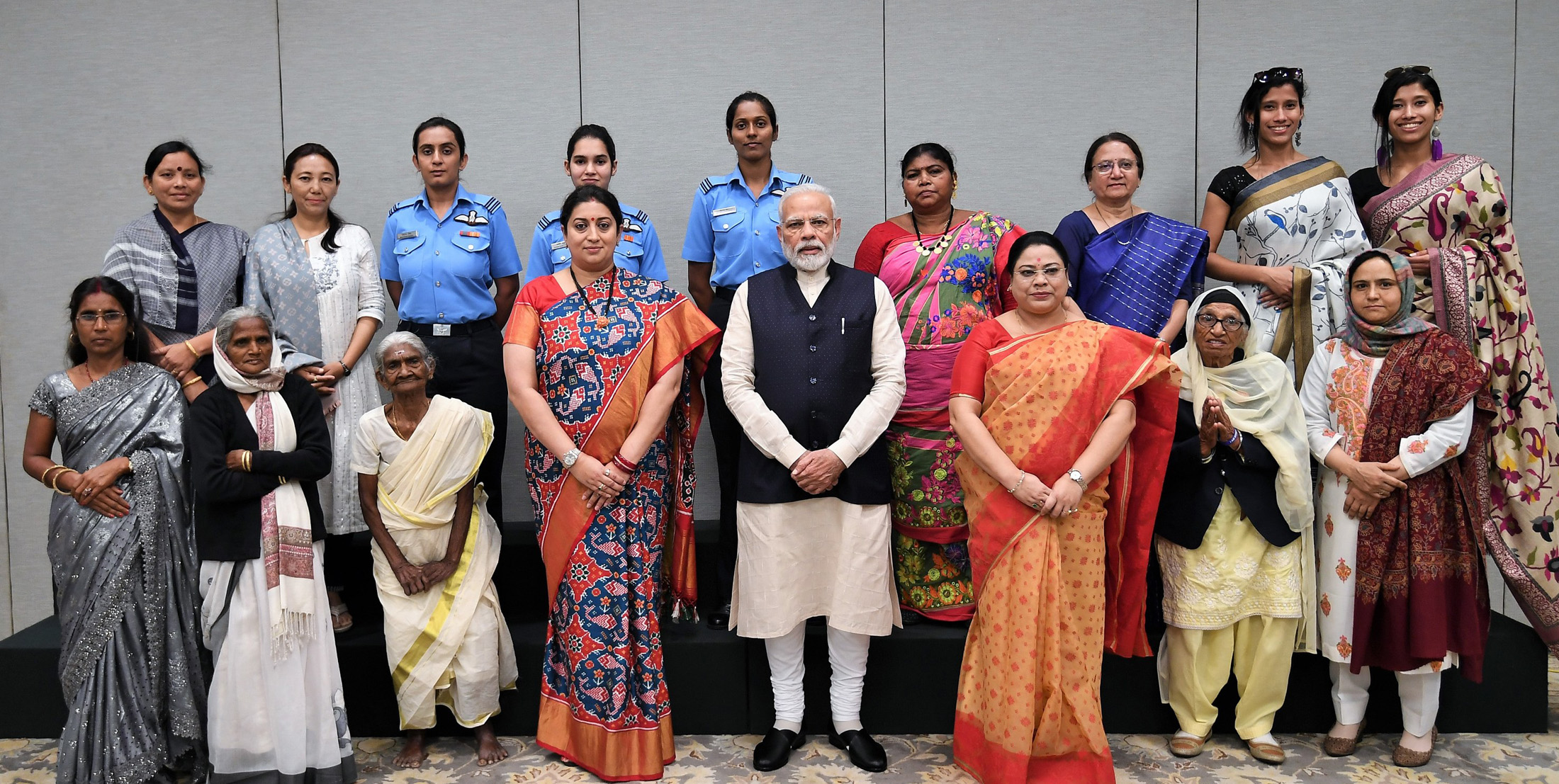
Le Premier ministre Narendra Modi avec les lauréats Nari Shakti à l'occasion de la Journée internationale de la femme en 2020.

En mars 2020, alors que Charmi Murmu célèbre la Journée internationale des femmes à New Delhi, le président indien Ram Nath Kovind présente les personnes douze décorées par la Nari Shakti Puraskar, dont elle fait partie. A la même période, Charmi Murmu annonce qu'elle et Jamuna Tudu unissent leurs forces pour protéger les forêts du Jharkhand, où l'abattage massif et illégal des arbres a entraîné une réduction de 50 % de la couverture forestière. La presse les surnomme « Lady Tarzan ».
Célébrée pour sa contribution à la cause environnementale, Charmi Murmu promeut également la collecte de l'eau et encourage les femmes à se lancer dans l'élevage pour gagner leur vie. Elle et les femmes membres de Sahayogi Mahila Bagraisai construisent des bassins versants, des canaux de dérivation et des réservoirs dans tout l'État pour économiser l'eau de pluie et la réutiliser à des fins agricoles.

## Récompenses
- 1996 : Indira Priyadarshini Vriksha Mitra Award, Ministère de l'Environnement et des Forêts[6]

- 2020 : Nari Shakti